# Víctor Barrera Enderle

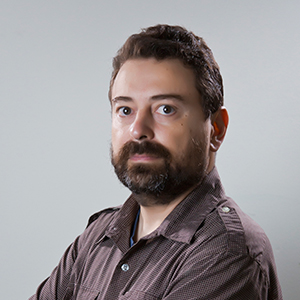
Escritor, profesor e investigador Víctor Barrera

Víctor Barrera Enderle (Monterrey, Nuevo León; 1972) es un escritor, ensayista y crítico literario mexicano. Es Doctor en Literatura Hispanoamericana y Magíster en Teoría Literaria por la Universidad de Chile; licenciado en Letras Españolas por la Universidad Autónoma de Nuevo León. Ha sido investigador visitante en el Instituto Iberoamericano de Berlín y profesor visitante en la Universidad de Chile. Becario, en 2008, del programa  de estímulos a la creación y al desarrollo artístico del Consejo Nacional  para la Cultura y las Artes y del CONARTE. Fue director de la revista Armas y Letras y  coordinador del Centro de Escritores de Nuevo León. Pertenece al Sistema Nacional de Investigadores de México. Fue subdirector de la revista digital Levadura, donde publicaba su columna "Aristarquía". Es director editorial de Humanitas. Revista de Teoría, Crítica y Estudios Literarios, de Centro de Estudios Humanísticos de la Universidad Autónoma de Nuevo León.

## Premios
- 2005: Certamen Nacional de Ensayo “Alfonso Reyes” por  De la amistad literaria (Ensayo sobre la genealogía de una amistad: Alfonso Reyes / Pedro Henríquez Ureña, 1906-1914)
- 2013: Premio Casa de las Américas de Ensayo Ezequiel Martínez Estrada por Lectores insurgentes. La formación de la crítica literaria hispanoamericana (1810-1870)
- 2017: Premio a las Artes de la Universidad Autónoma de Nuevo León, categoría Artes Literarias.

## Obras
- La mudanza incesante. Teoría y crítica literarias en Alfonso Reyes (Monterrey, UANL: 2002)
- Miscelánea textual. Ensayos sobre literatura y culturas latinoamericanas (Santiago de Chile: 2002)
- La otra invención (Monterrey, Conarte / CONACULTA: 2005)
- De la amistad literaria (Ensayo sobre la genealogía de una amistad: Alfonso Reyes / Pedro Henríquez Ureña, 1906-1914) (Monterrey, UANL: 2006)
- El reino de lo posible (Monterrey, Conarte / CONACULTA: 2008)
- Globalización y literatura (La Habana: Casa de las Américas, 2008)
- Renovada compañía: Antología de Armas y Letras (1944-1957) (Monterrey: UANL, 2009)
- Diez ensayos sobre narrativa neolonesa (Coordinador) (México: Universidad Autónoma de Zacatecas / UANL: 2010)
- Lectores insurgentes. La formación de la crítica literaria hispanoamericana (1810-1870) (México: Editorial JUS, 2011; y, en la segunda edición,  La Habana: Casa de las América, 2013)
- La reinvención de Ariel. Reflexiones neoarielistas sobre humanismo crítico y posmodernidad a América Latina (México: Conarte /Conaculta, 2013)
- Siete ensayos sobre literatura y región (Monterrey: Facultad de Filosofía y Letras /UANL, 2014)
- Nadie me dijo que habría días como éstos (Monterrey: Analfabeta, 2015)
- El centauro ante el espejo. (Apuntes y charlas sobre el ensayo) (Monterrey: UANL, 2017)
- La conquista de la vocación. Vida de Alfonso Reyes en tres ensayos (Guanajuato: Universidad de Guanajuato, 2018)
- Ensayar el oficio. Antología de escritores en El Porvenir (Monterrey: UANL, 2019)
- Y corrí, a través de calles desconocidas. Antología del cuento en Nuevo León, vols. I y II (Monterrey: Universidad Metropolitana de Monterrey, 2020)
- Ahora colecciono miradas. El discurso ensayístico en la etapa madrileña de Alfonso Reyes" (Monterrey: UANL, 2021)
- Los desahogos del desterrado: Destierro y legislación literaria en las Memorias de Nemesio García Naranjo (Monterrey: Centro de Estudios Humanísticos / UANL, 2021)
- Expediciones bárbaras (Monterrey: Tilde Editores, 2022)
- El centauro ante el espejo (Charlas y apuntes sobre el ensayo) (Santiago de Chile: Cinosargo / Marginalia, 2025)